# Anna Geislerová
Anna Geislerová (ur. 17 kwietnia 1976 w Pradze) – czeska aktorka filmowa i telewizyjna.

## Filmografia i nagrody
- 1992–1993: Fantaghiro (cz. 2 i 3) jako królowa elfów
- 1994: Jazda (Jízda) jako Aňa
  - nominacja do Czeskiego Lwa za najlepszą rolę kobiecą
- 1999: Powrót idioty (Návrat idiota) jako Anna
  - Czeski Lew za najlepszą drugoplanową rolę kobiecą
- 2003: Żelary jako Eliška / Hana
  - Czeski Lew za najlepszą rolę kobiecą
- 2005: Szczęście (Štěstí) jako Dáša
  - Czeski Lew za najlepszą drugoplanową rolę kobiecą
- 2005: Zamknij się i zastrzel mnie (Sklapni a zastrel me) jako Liba Zeman
- 2006: Piękność w opałach (Kráska v nesnázích) jako Marcela Čmolíková
  - Czeski Lew za najlepszą rolę kobiecą
- 2007: Niedźwiadek (Medvídek) jako Anna
  - nominacja do Czeskiego Lwa za najlepszą drugoplanową rolę kobiecą
- 2016: Operacja Anthropoid (Anthropoid) – jako Lenka Fafekova